# Mast-o-khiar

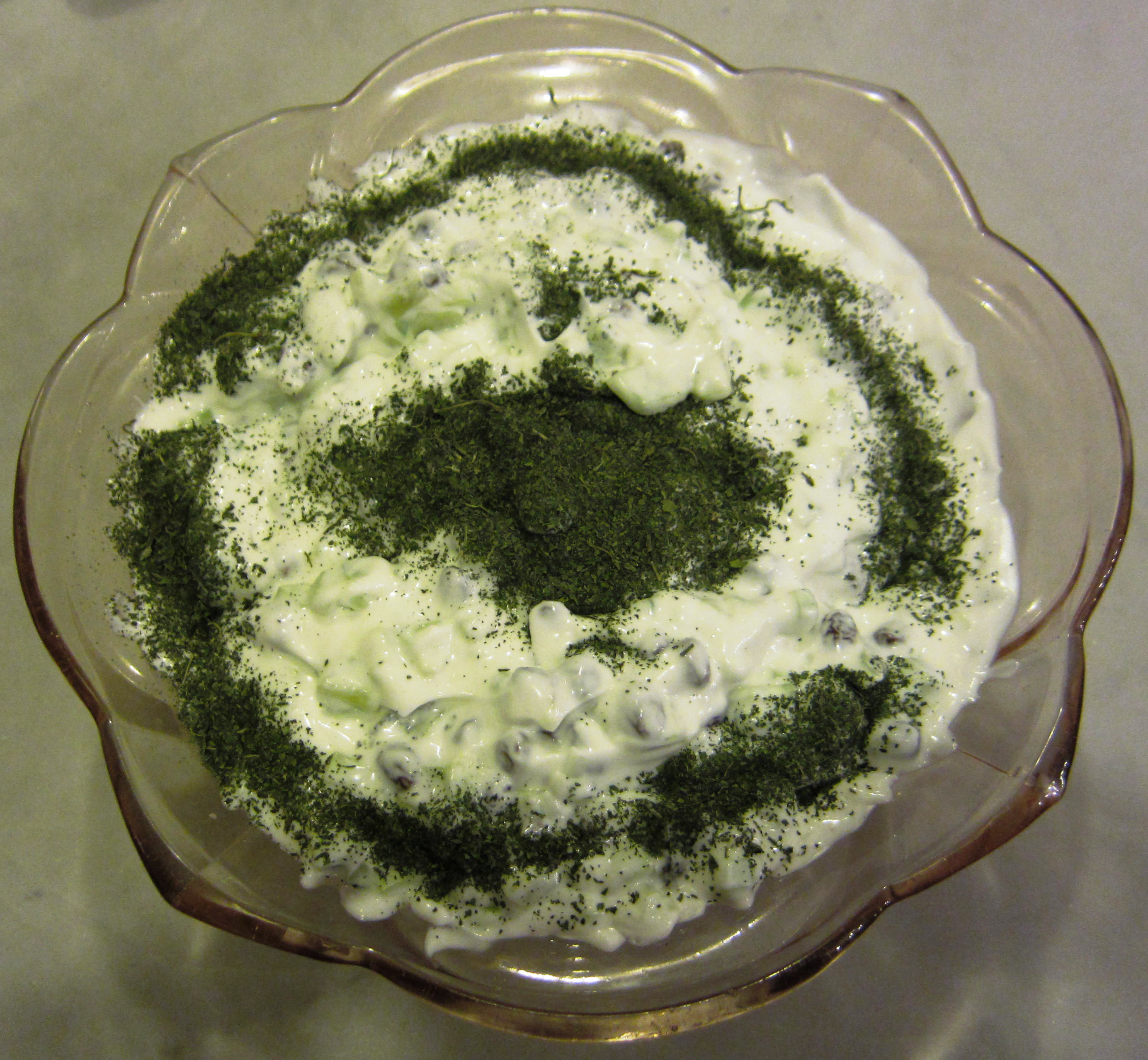
Mast-o-khiar dans un bol.

Mast-o-khiar (persan : ماست و خيار) est une entrée typique de la cuisine iranienne préparé avec du yaourt (mast) et du concombre (khiar). Il est fait avec un yaourt épais dans lequel on ajoute un concombre râpé avec quelquefois des herbes séchées, des noix sèches ou encore des raisins secs.